# KZKT-7428
KZKT-7428 Rusich est un tracteur d'artillerie russe ainsi qu'un transporteur de char développé comme successeur au MAZ-537 par Kurgan Wheel Tractor Plant. Il est entré en service dans l'armée russe en 1990,.

## Description
Il utilise un moteur YaMZ-8424.10-14 V12 diesel avec 650CV, consomme 125 litres au 100 km avec un rayon d'action de 1500 km avec des conditions climatiques de -50 à +50.